# Ion Release Module
Ion Release Module (IRM) foi um dos três satélite artificiais que fez parte da missão Active Magnetospheric Particle Tracer Explorers (AMPTE), lançado em 16 de agosto de 1984, a bordo de um foguete Delta 3924, a partir do Centro Espacial Kennedy.

## Características
A missão do IRM era parte da missão construída pela Alemanha Ocidental e tinha a função de liberar gases com uma composição específica que eram ionizados e detectados tanto pelo CCE como pelo UKS para estudar o comportamento dentro da magnetosfera , e a sua interação com o vento solar. O satélite era estabilizado com rotação a 15 rpm, com o eixo de rotação inicialmente no plano da eclíptica para posteriormente ser ajustado para ângulos retos em relação daquele plano. A energia era proporcionada por um painel solar que produzia 60 watts de potência e baterias redundantes. Dispunha de um sistema de telemetria em banda S, podendo transmitir a 1 ou 8 kbps em frequências de 2103,64375 MHz (subida) e 2284,50 MHz (descida).
O satélite parou de funcionar em 14 de agosto de 1986.
Inicialmente o IRM foi injetado em uma órbita de 44,2 horas de período, uma inclinação orbital de 28,7 graus, um apogeu de 119.268 km e um perigeu de 550 km. Devido ao baixo perigeu, o satélite reentrou na atmosfera em 8 de dezembro de 1987.

## Instrumentos
O IRM usava os seguintes instrumentos:
- Experimento de libertação de íons.
- Magnetômetro triaxial de porta de fluxo, com um intervalo de medições entre 0,1 e 60.000 nT.
- Analisador de plasma tridimensional de 30 canais de elétrons entre 14 eV e 30 keV e íons entre 20 eV/q e 40 keV/q.
- Espectrômetro de massas para a separação de íons.
- Espectrômetro de ondas de plasma de 64 canais.
- Analisador de cargas iônicas de energia supratermal.